# Kenocymbium simile
Kenocymbium simile là một loài nhện trong họ Linyphiidae.
Loài này thuộc chi Kenocymbium. Kenocymbium simile được Alfred Frank Millidge & Anthony Russell-Smith miêu tả năm 1992.